# فدان السعيدي (النوينويشر)
فدان السعيدي هو دُوَّار يقع بجماعة البحراويين، إقليم الفحص أنجرة، جهة طنجة تطوان الحسيمة في المملكة المغربية. ينتمي الدوّار لمشيخة النوينويشر التي تضم 7 دواوير. يقدر عدد سكانه بـ 336 نسمة حسب الإحصاء الرسمي للسكان والسكنى لسنة 2004.

## روابط خارجية
- البوابة الوطنية للجماعات الترابية نسخة محفوظة 12 مارس 2018 على موقع واي باك مشين.
- المندوبية السامية للتخطيط